# Sint-Ludgeruskerk (Essen)
De Sint-Ludgeruskerk (Duits: St.-Ludgerus-Kirche) in Werden, een Stadtteil van Essen, Noordrijn-Westfalen, geldt als een van de belangrijkste laatromaanse kerkgebouwen van het Rijnland. Ze ontstond in het begin van de 9e eeuw als abdijkerk van het benedictijner klooster van Werden en werd in de 13e eeuw in de Rijnlandse overgangsstijl herbouwd. Buiten het eigenlijke kerkgebouw bevindt zich de crypte met de schrijn van de heilige Liudger (Ludgerus). Sinds de opheffing van de abdij is de kerk een parochiekerk. De kerk mag zich sinds 1983 basilica minor noemen.

## Bouwgeschiedenis

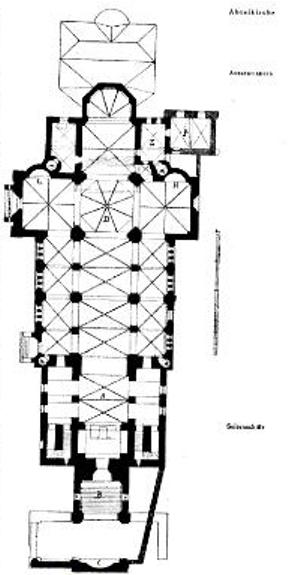
Plattegrond

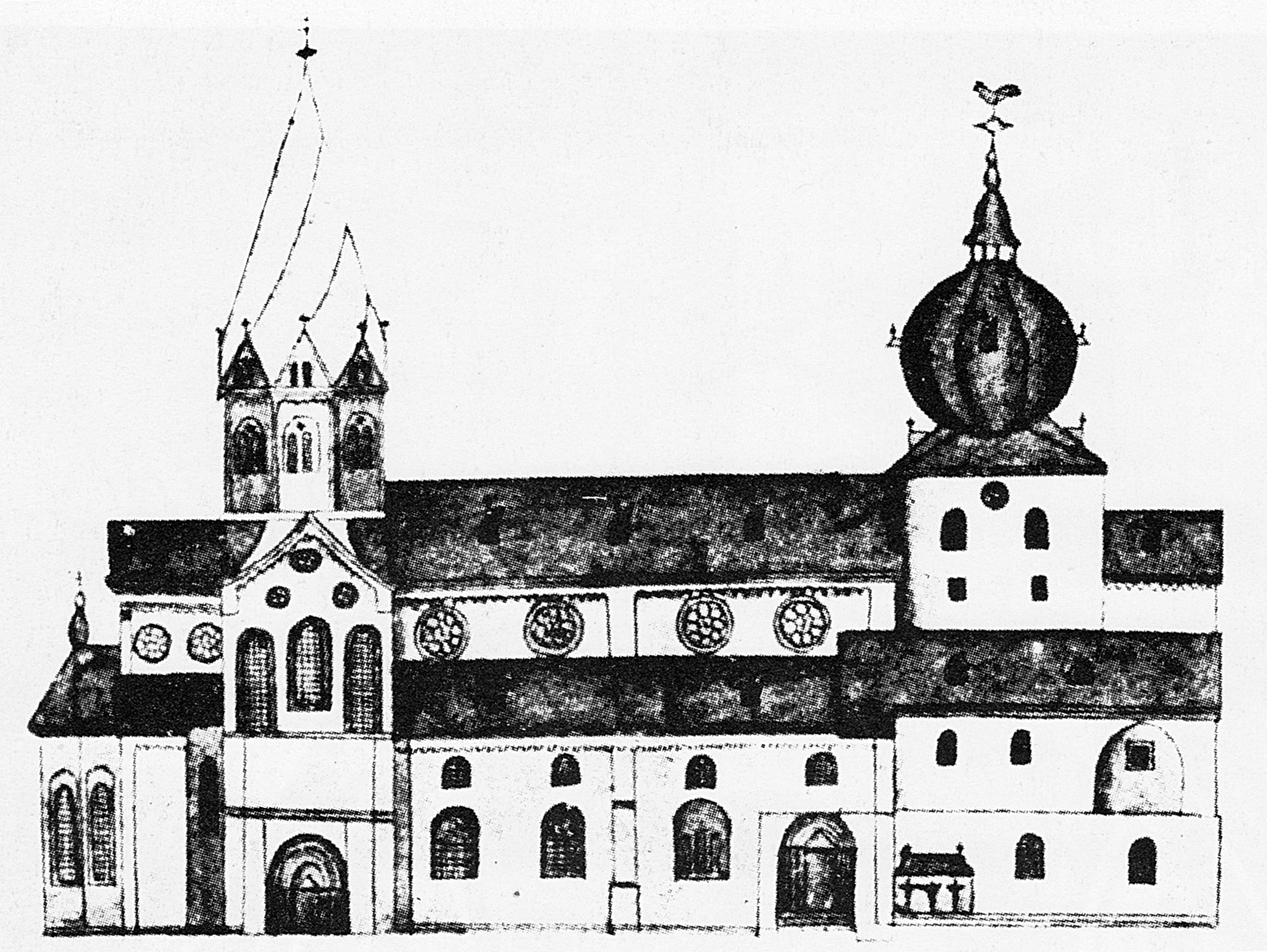
De kerk voor 1800

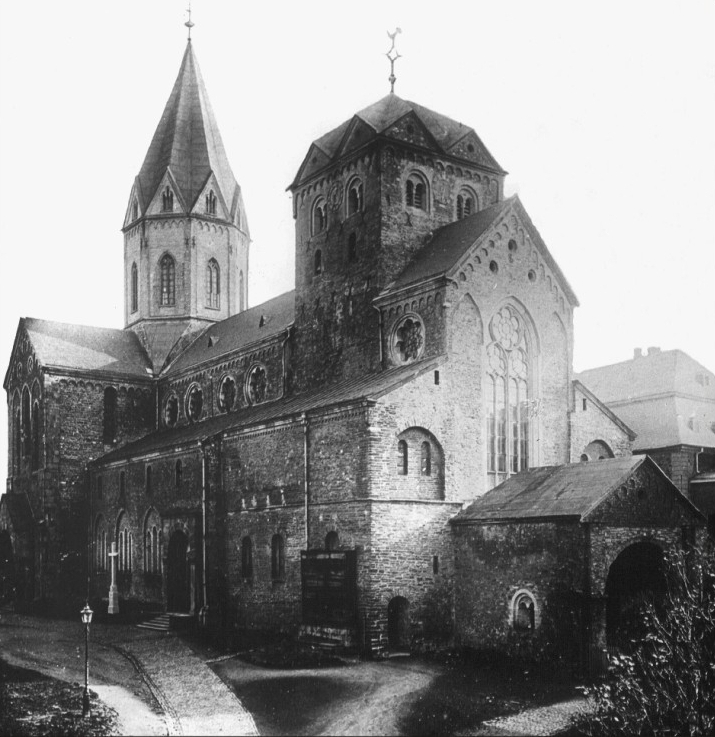
De kerk in 1890

### Karolingische en ottoonse periode
Voordat Liudger in 805 de eerste bisschop van Münster werd, stichtte de apostel de abdij van Werden. Tussen 800 en 808 werd het eerste kerkgebouw opgericht. Deze aan Salvator gewijde kerk was drieschepig en circa 30 meter lang. Liudger wenste op een plaats achter het koor buiten de kerk, in de buurt van een boom, te worden begraven. Daar zou hij in 809 inderdaad ter ruste worden gelegd. Delen van de grafkamer zijn nog altijd aanwezig.   
Van de bouwgeschiedenis na die tijd is weinig bekend en ook opgravingen in de jaren 1970 brachten geen helderheid. Waarschijnlijk begon abt Altfried rond 840 met de bouw van een in 875 ingewijde nieuwe kerk. Bij deze nieuwbouw werd ook het graf van Liudger betrokken. Deze crypte, die in de jaren 830-840 werd gebouwd, bestaat ook tegenwoordig nog en het is de oudste in zijn soort in het noordelijk deel van Duitsland. Aan deze crypte sloot zich achter het koor een buiten de kerk gelegen crypte aan. Verdere veranderingen aan de karolingische bouw vonden in de Ottoonse periode plaats. 
Voor 843 werd naast de abdijkerk een kleinere kerk gebouwd, die in 1760 werd gesloopt. Over de geschiedenis daarvan is nauwelijks iets bekend. 
De abdijkerk diende vooralsnog ook als parochiekerk, maar aan het begin van de 10e eeuw werd ten westen van de bestaande abdijkerk een eigenkerk als parochiekerk aangebouwd. Deze oorspronkelijk als centraalbouw uitgevoerde kerk werd in 954 als Mariakerk (turrim sanctae Mariae) gewijd. Naast de missen voor de parochie werden hier ook de zittingen van de kerkelijke rechtbank georganiseerd. Aan dit gebouw werd in de 11e/12e eeuw een westwerk in de vorm van een voorhal toegevoegd, waarvan delen bewaard bleven. De parochiekerk wisselde in de 14e eeuw van patroonheilige en is sindsdien aan de apostel Petrus gewijd.           
De buitencrypte van de abdijkerk werd onder abt Gero afgebroken en vervangen door nieuwbouw. In de nieuwbouw werden vijf bisschoppen uit de familie van Liudger, de zogenaamde Liudgeriden, bijgezet. De bekendste onder hen is Liudgers broer Hildegrim. Aartsbisschop Anno II wijde deze nieuwbouw in 1059. De crypte betreft een vrijstaande, drieschepige hal van negen traveeën met romaanse kruisgewelven. Opvallend zijn de rijk bewerkte kapitelen. Kort na de voltooiing stortte de crypte in en werd daarna vernieuwd. Volgende restauraties vonden in de 18e en 19e eeuw plaats.    
Na de secularisatie in het begin van de 19e eeuw werd de kerk als geheel een parochiekerk. In 1960 kreeg de Ludgeruskerk de status van proosdijkerk en in 1983 verhief paus Johannes Paulus II de kerk tot basilica minor.

### Romaanse periode
In het jaar 1256 brandde de abdijkerk tussen de Petruskerk en crypte af. Daarna werd de kerk als drieschepige basiliek met een oostelijk dwarsschip in romaanse stijl hersteld. Dit gebouw geldt als het laatste belangrijke romaanse gebouw van het Rijnland. In dezelfde tijd werd reeds begonnen met de bouw van de Keulse dom in gotische stijl. De nieuwbouw werd in 1275 door Albertus Magnus ingewijd. Kenmerkend aan de bouw is de grote vieringstoren, die ook bij andere Rijnlandse kerkgebouwen vaak zo nadrukkelijk aanwezig is. Deze als achtzijdige lantaarn uitgevoerde toren stond aan het begin van de intrede van de gotiek en is samen met de torenachtige Mariakerk zeer beeldbepalend voor het huidige gebouw. De breedte van het kerkschip kwam overeen met de in de as gelegde voorganger, maar de zijschepen werden met de nieuwbouw iets verbreed en van twee naar vier traveeën vergroot. Het middenschip van de Petruskerk werd bij het middenschip van de abdijkerk betrokken. In totaal telde het middenschip van de beide samengevoegde kerken nu zeven traveeën. Om de kerk beter te verlichten werd in het westen van de Petruskerk een groot gotisch raam in de tot dan toe vensterloze westelijke gevel ingebouwd. De zijschepen van het middenschip en het koor van de vroegere abdijkerk tellen twee verdiepingen. Op de galerij bevinden zich blinde arcades met spitsbogen. Het middenschip wordt via roosvensters in de lichtbeuk belicht. Het polygonale koor met een zesdelige kruisribgewelf werd in de 13e eeuw toegevoegd.

### Latere veranderingen
In de volgende eeuwen vonden er aan de kerk en kloostergebouwen relatief weinig veranderingen plaats. Pas toen de abdij in de 18e eeuw weer een periode van voorspoed kende werden er weer omvangrijke projecten opgezet. Uit deze tijd stamt het representatieve abdijgebouw en de abdijkerk werd verrijkt met een nieuw hoogaltaar, het koorgestoelte en zijaltaren in barokke stijl. De torens van de kerk kregen barokke bekroningen en de kleine vensters op de galerijen werden vergroot. In het westwerk verhoogde men de vloer en op de oostelijke kant liet men een halfronde apsis aanbouwen. Het paradijs werd op één travee na afgebroken. Renovaties vonden er in de jaren 1840-1850 en 1894-1898 plaats. De toren van de voormalige Petruskerk werd met een verdieping verhoogt om er de klokken in onder te kunnen brengen. De barokke helm werd vervangen door een vouwdak en de zijschepen van de Petruskerk werden met die van de abdijkerk op dezelfde hoogte gebracht. Daarnaast vernieuwde men de westelijke en noordelijke portalen. Ook de vieringtoren verloor het barokke aanzien.

## Inrichting
Tot het interieur behoren resten van muurfresco's in het westelijke deel van de kerk uit de 10e eeuw. Een leeuwenfries dateert uit 1060. De leeuw van het noordelijk portaal stamt uit 1200. Het beeld van de Moeder Gods in de noordelijke arm van het transept werd in de 14e eeuw vervaardigd. Een piëta in het westwerk wordt gedateerd op de 16e eeuw. Het hoogaltaar, de zijaltaren, de kansel en het koorgestoelte werden in de barokke tijd geplaatst. De grafmonumenten voor de abten bestrijken een periode van meerdere eeuwen. 
De relieken van Liudger in de crypte rusten in een bronzen sarcofaag in de vorm van een basiliek, een kunstwerk van Gernot Rumpf  uit 1984. Op de zijkanten zijn reliëfs met voorstellingen uit het leven van de apostel te zien.

### Kerkschat
De kerkschat is ondergebracht in de schatkamer van de kerk. Oorspronkelijk was de kerkschat groter en tijdens de secularisatie werden er veel voorwerpen aan onttrokken, maar desondanks bevinden zich in de verzameling nog altijd ongeveer 90 kunstwerken. Daaronder bevindt zich een bronzen kruis uit 1060. Een ivoren pyxis stamt uit de 5e of 6e eeuw en toont de oudste voorstelling van de geboorte van Christus ter wereld.

## Orgel
In 1983 werd in de kerk een modern concertorgel door de orgelbouwfirma Klais uit Bonn ingebouwd. De barokke orgelkas bleef daarbij bewaard en deels in de oude stijl vergroot. Het instrument bezit 50 registers op drie manualen en pedaal. De speeltracturen zijn mechanisch, de registertracturen elektrisch.

## Klokken
In de toren hangen nog twee klokken uit 1537 en 1574. Oorspronkelijk behoorden nog twee klokken uit 1500 en 1643 tot het gelui. Na beschadiging van deze oude klokken tijdens de Tweede Wereldoorlog waren ze niet meer te luiden, waarna ze in het Kunstmuseum van het aartsbisdom Keulen werden ondergebracht. De overige klokken dateren uit 1909 en overleefden de oorlog, op één na, die in 1954 werd vervangen.

## Afbeeldingen

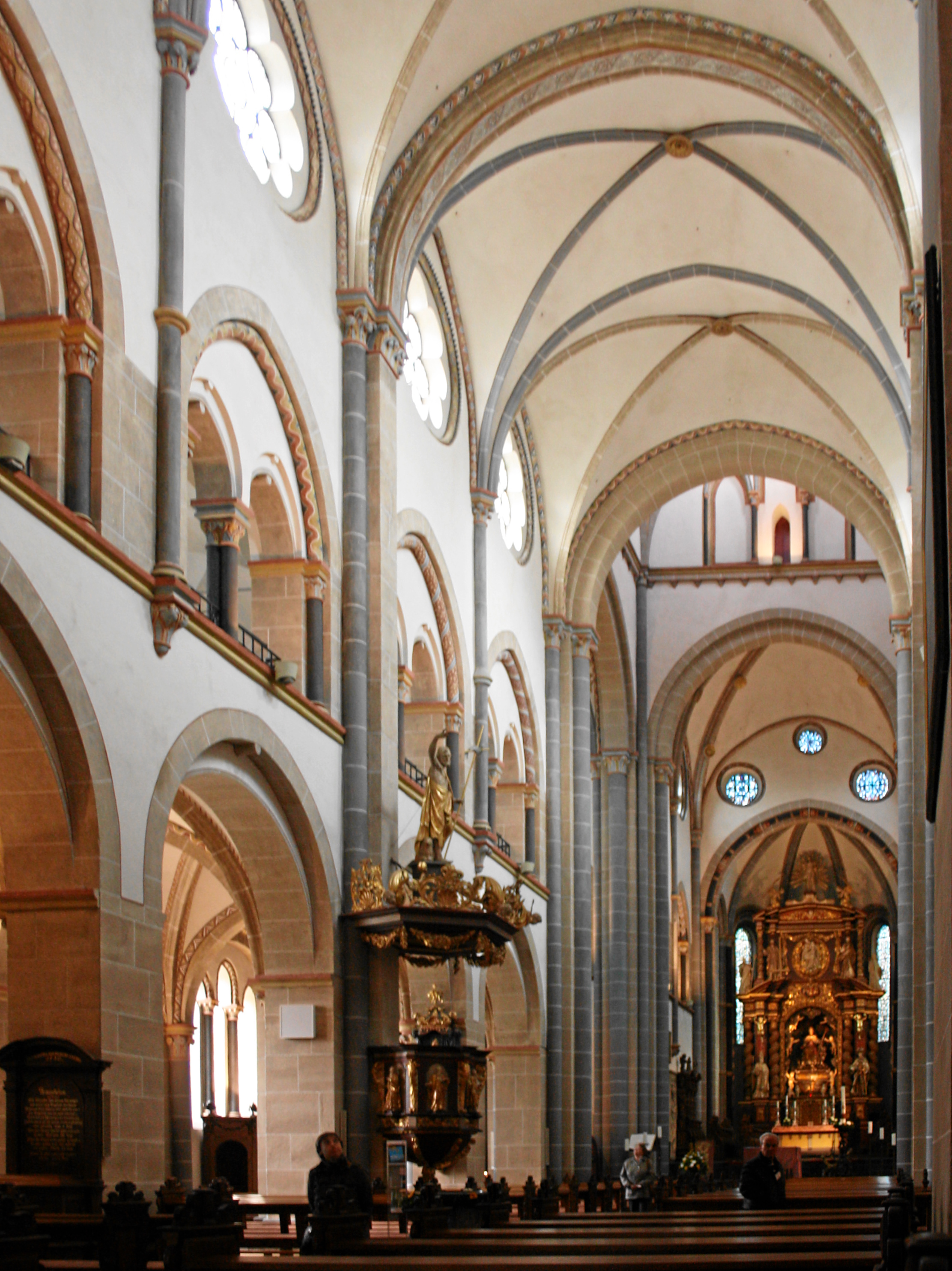
Interieur
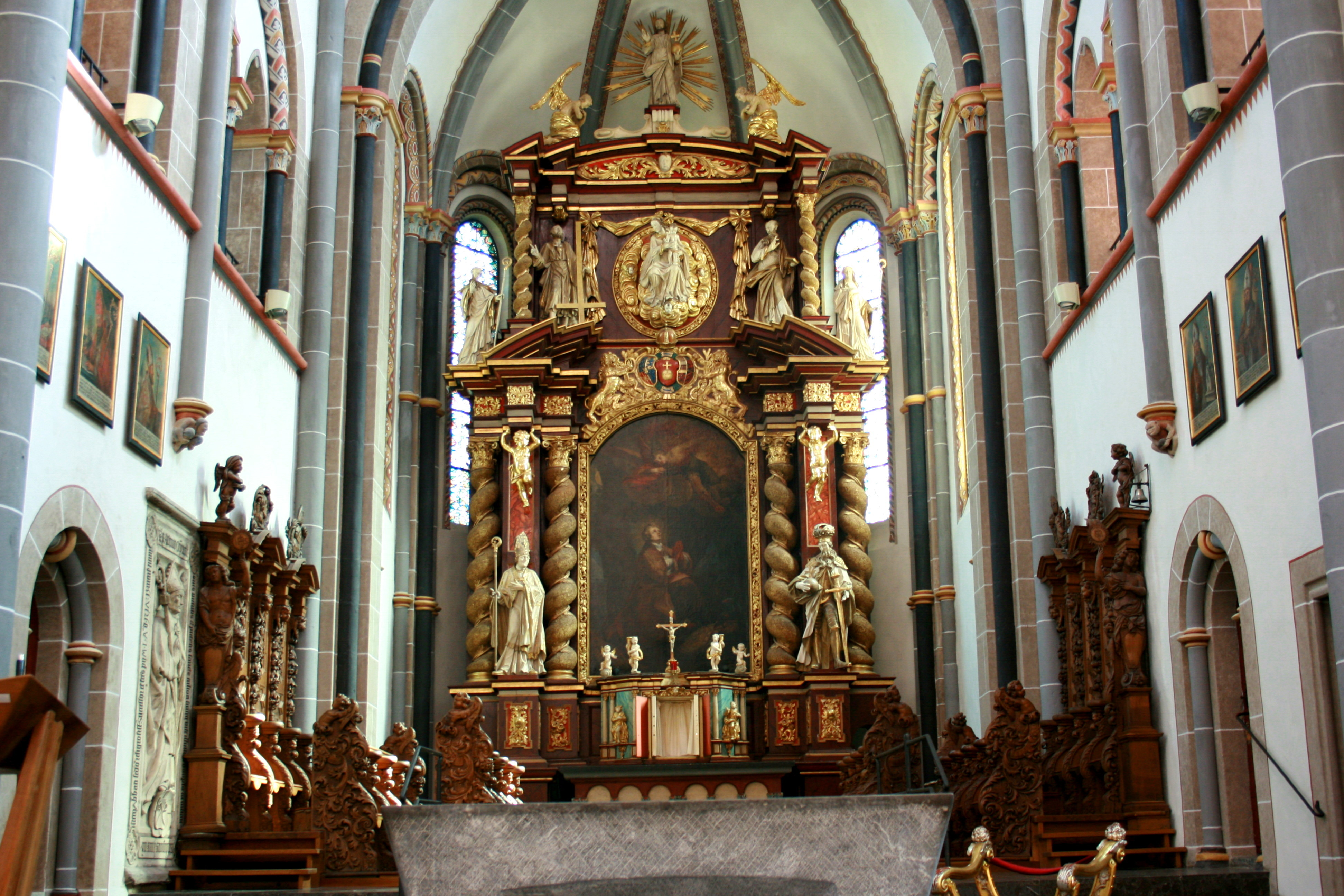
Hoogaltaar
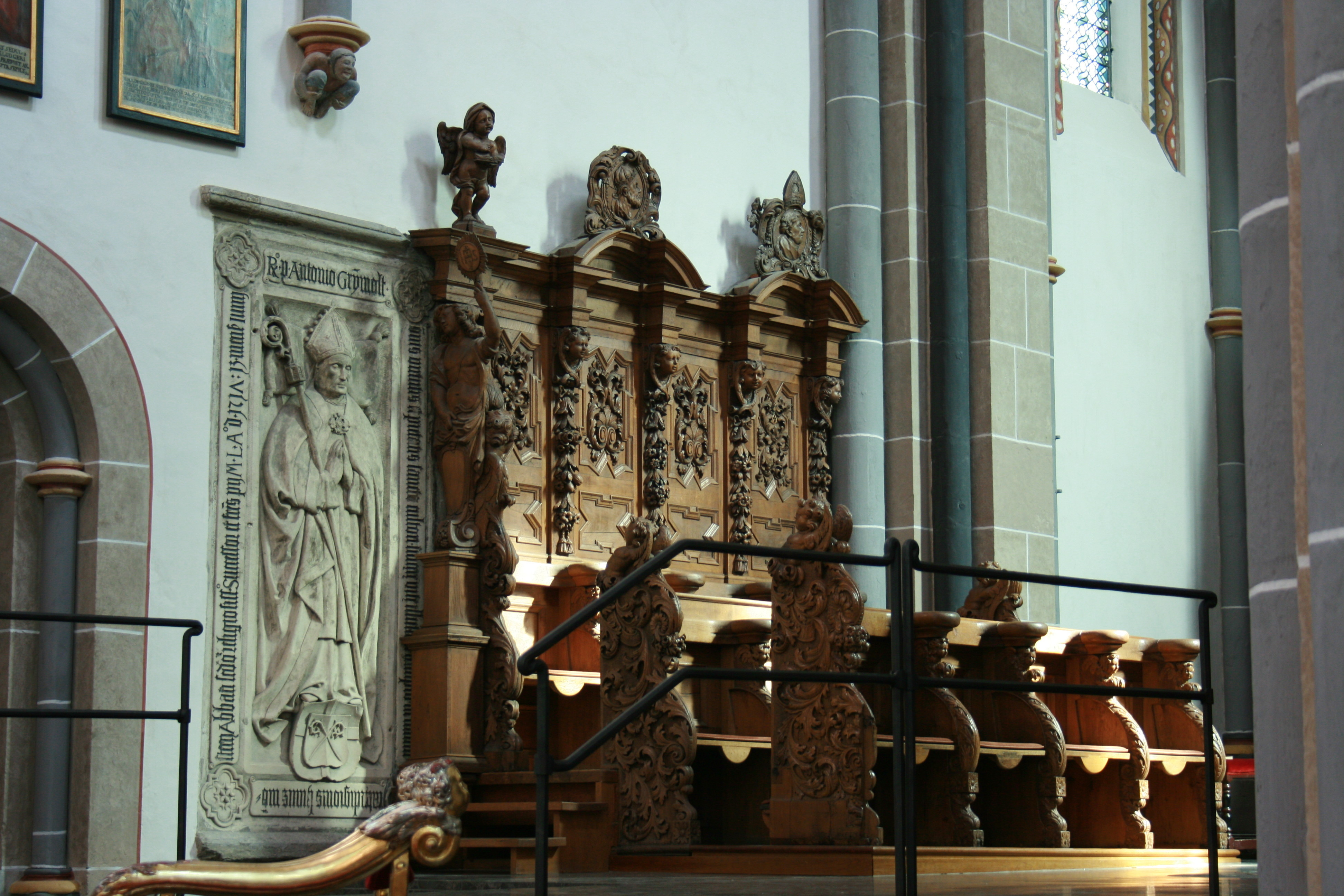
Koorgestoelte
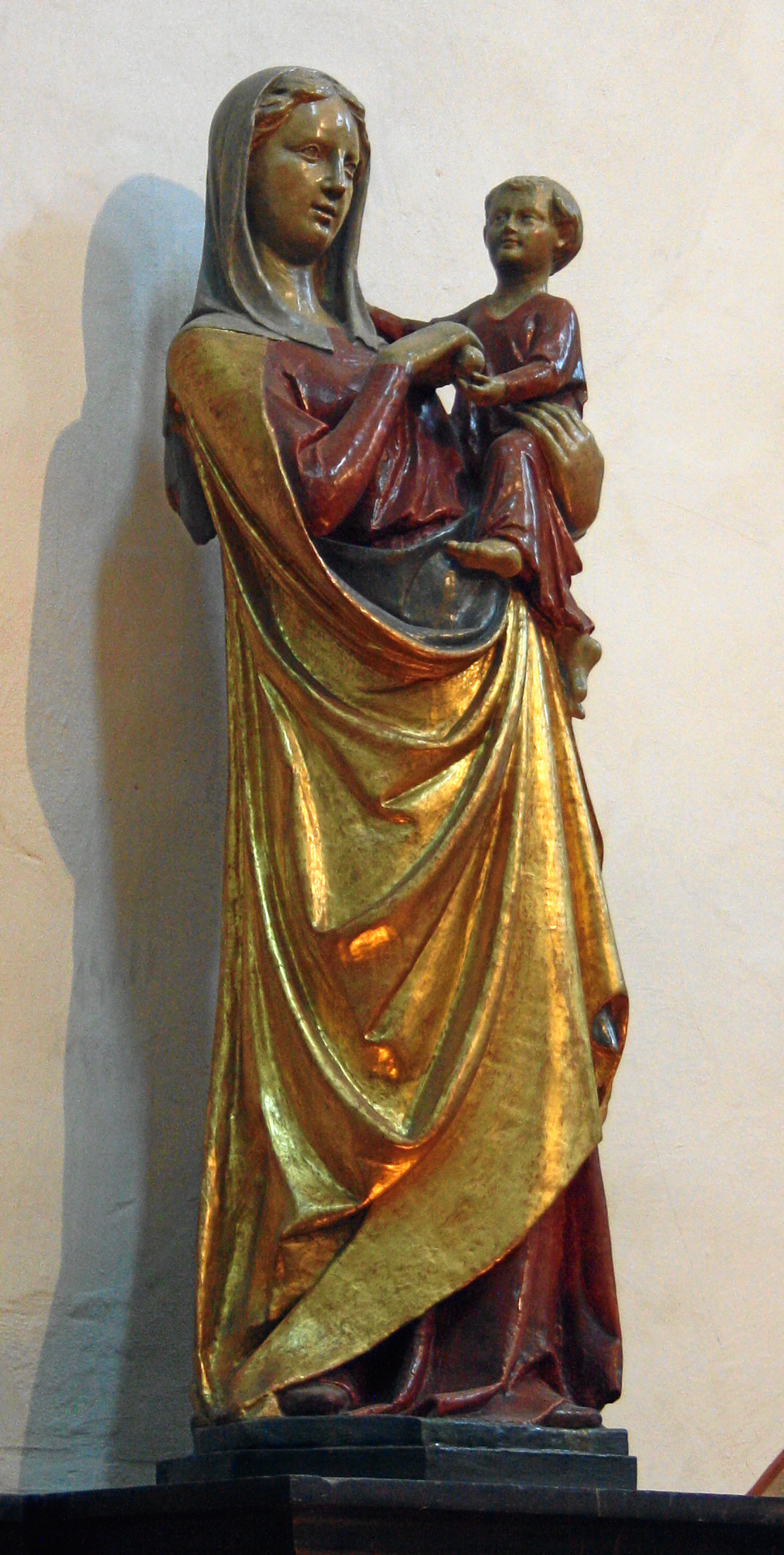
Madonna
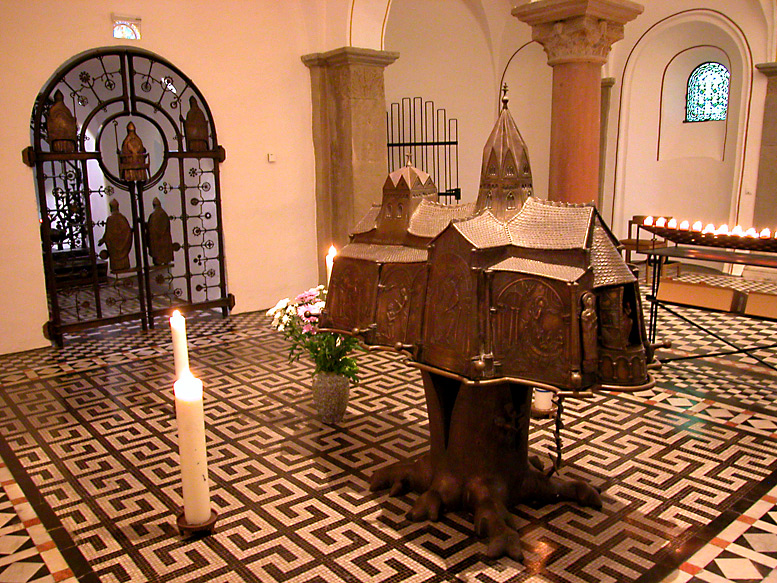
Liutgerschrijn